# 埤頭庄
埤頭庄，為1920年~1945年間存在之行政區，轄屬臺中州北斗郡。今彰化縣埤頭鄉。

## 街原名
原屬
- 東螺西堡之番仔埔庄、新庄仔庄、斗六甲庄、路口厝、小埔心庄、連交厝庄、埤頭庄、崙仔庄、三塊厝庄、大湖厝庄、牛稠仔庄
- 二林下堡之周厝崙庄[1]

## 行政區劃
埤頭庄轄域內分為埤頭、番子埔、新庄子、斗六甲、路口厝、小埔心、連交厝、崙子、三塊厝、大湖厝、牛稠子、周厝崙十二個大字。
崙子大字下有「崙子」、「十三甲」小字名